# Connor Wood
Connor John Wood (Guelph, 29 maggio 1993) è un ex cestista canadese.